# مشاكل النوم عند النساء
المشاكل الخاصة بالنوم عند النساء عبر دورة الحياة. حيث تؤكد البيانات الذاتية والموضوعية على زيادة خطر تعرض النساء لمشاكل النوم على اختلاف أنواعها في مراحل الحياة المختلفة. تدعم الأدلة الذاتية والموضوعية فكرة أن العوامل المختلفة مثل التغيرات الهرمونية، النفسية، الاجتماعية، الجسدية والشيخوخة بالإضافة إلى وجود اضطرابات النوم قد تزعج المرأة. ومن هذه الاضطرابات الدورة الشهرية، الحمل، فترة ما بعد الولادة والانتقال إلى سن الياس.تشيرالعلاقة بين النوم ورفاهية المرأة إلى أن الأسباب وراء اضطرابات النوم غالبًا ما تكون متعددة العوامل، تشير إحدى الدراسات في علم الحركة إلى انخفاض في إجمالي وقت النوم البالغ 25 دقيقة لدى المراة التي تأخرت في الإنجاب خلال الأسبوع ما قبل الدورة الشهرية.

## النوم أثناء الحمل
يقدر أن 46% من النساء يعانين من اضطراب أثناء النوم خلال الحمل حيث تختلف الأسباب وفقًا لثلث فترة الحمل فيما يتعلق بالتغيرات الهرمونية وعدم الراحة الجسدية: التغيرات الجسدية وقلة النوم وسرعة التنفس والتغيرات الأيضية التي قد تزيد من اضطرابات النوم مثل متلازمة تململ الساق، والارتجاع المعدي المريئي، وزيادة إفراز الصوديوم بين الليل والنها، وتغيرات في الجهاز العضلي الهيكلي، تقلصات الرحم الليلية، تغيرات في تبدّل الحديد وحمض الفوليك وتغيرات في تنظيم النوم اليومي والتوازن.

### فترة الثلاث شهور الأولى من الحمل (الفصل الأول)
تشير الدراسات المخبرية إلى أن معظم النساء يعانين من اضطراب أثناء النوم ليلاً ويصبحن أكثر نعاسًا وينامون في المتوسط أكثر خلال هذا الوقت مقارنة بوقت النوم قبل الحمل. مع ذلك، فإن إجمالي وقت النوم ينخفض مع تقدم الحمل. بالإضافة إلى التبول الليلي وانعدام الراحة العضلية الهيكلية المسؤولة عن العوامل الفسيولوجية التي تؤثر على النوم خلال الأشهر الثلاثة الأولى من الحمل بشكل ذاتي، والغثيان والقيء وتكرار التبول وآلام الظهر والشعور بعدم الراحة والإرهاق؛ بالإضافة إلى ألم الثدي، والصداع، والإفرازات المهبلية، وانتفاخ البطن، والإمساك، وضيق التنفس، وحرقة المعدة. وهناك عوامل أخرى في مرتبطة بالنوم هي العمر واضطرابات المزاج والقلق واضطرابات النوم الأولية.

### فترة الثلاث شهور الثانية من الحمل (الفصل الثاني)
تُظهر القياسات المخبرية خلال الثلث الثاني من الحمل انخفاضًا إضافيًا في إجمالي وقت النوم. حركات الجنين، تقلصات الرحم،عدم الراحة في الجهاز العضلي الهيكلي والتهاب الأنف واحتقان الأنف مسؤولة عن العوامل الفسيولوجية التي تؤثر على النوم. العوامل الأخرى تشمل حرقة المعدة، والتشنجات أو الوخز في الساقين، ومشاكل التنفس، والقلق.

### فترة الثلاث شهور الثالثة من الحمل (الفصل الثالث)
ينخفض وقت النوم بشكل تدريجي خلال الثلث الثالث من الحمل مع زيادة أوقات الاستيقاظ ليلًا، تصبح المشاكل الشائعة عند بدء النوم والقيلولة أكثر تكرارًا، العوامل الفسيولوجية التي تؤثر على النوم في هذه المرحلة أثناء الحمل هي التبول الليلي، وحركة الجنين، وانقباضات الرحم، وحرقة المعدة، وتشنجات الساق، والتهاب الأنف، واحتقان الأنف. الأسابيع الأخيرة قبل الولادة تؤثر بشكل ملحوظ على النوم ومع ذلك على الرغم من أن جميع النساء يعانين من قلة النوم، إلا أن الثلث فقط يعتبرن أنفسهن يعانين من مشاكل النوم الحالية.

### بعد الولادة
يعتبر إجمالي وقت النوم هو الأدنى خلال شهر واحد بعد الولادة على الرغم من أنه يزداد نحو المعدل الطبيعي.العوامل الرئيسية التي تؤثر على النوم أثناء فترة ما بعد الولادة هي سلوكيات الرضع مثل نوم الرضع وأنماط التغذية ومزاج الرضع. تشير الدراسات الحديثة أيضًا إلى عدد لا يحصى من العوامل المساهمة في التأثير على نوم ما بعد الولادة. وجد أن النوم ظل مستقرًا نسبيًا بينما عانت الأمهات لأول مرة من انخفاض كفاءة النوم. نتيجة لذلك، فإن أمهات الأطفال الذين يرضعون بالزجاجة عانوا من الاستيقاظ الليلي أقل من الأمهات المرضعات. بحلول ثلاثة أشهر بعد الولادة، يميل نوم الأمهات والرضع إلى الاستقرار ويصبح نوم الأمهات أكثر انتظامًا.

## الانتقال إلى سن اليأس
تعتبر فترة النوم سيئة وزيادة أوقات الاستيقاظ أثناء فترة انقطاع الدورة الشهرية.وتشير التقارير إلى أن 31% إلى 42% من النساء يعانين من الأرق المزمن أثناء المرحلة الانتقالية لانقطاع الطمث، ومع ذلك فإن بعض دراسات PSG لم تظهر فروقًا ذات دلالة إحصائية في طبيعة النوم عند النساء قبل سن اليأس وفي الفترة المحيطة به وفي فترة ما بعد انقطاع الطمث، ومع ذلك تشير الدراسات الكمية والنوعية إلى ارتفاع نشاط بيتا؛. مما أدى إلى اقتران متسق لاضطرابات النوم مثل قلة النوم، وزيادة الاستيقاظ بعد بداية النوم، وضعف كفاءة النوم مع الأعراض الحركية مثل الهبات الساخنة. بالإضافة إلى الأعراض الحركية الوعائية، هناك تغيرات في مستويات الهرمونات مثل الإستروجين، والاضطرابات العاطفية، والتوتر، والصحة المتصورة، ومشاكل المسالك البولية، والسمنة، ومشاكل الجهاز الهضمي، ومشاكل الغدد الصماء، ومشاكل القلب والأوعية الدموية التي تساهم في مشاكل النوم والأرق المرتبطة بانقطاع الطمث. نتيجة لذلك، يتأثر النوم أثناء فترة انقطاع الطمث باضطرابات الألم وخاصةً بالحالات المرضية الجسدية والنفسية. الأسباب الأخرى لمشاكل النوم أثناء انقطاع الطمث هي زيادة حالات انقطاع النفس الانسدادي النومي، واضطراب التنفس أثناء النوم وعدم كفايته. يوجد عامل مهم آخر يساهم في تغيير أنماط النوم لدى النساء المسنات بشكل عام هو اضطراب الساعة البيولوجية، والذي يظهر في التنظيم المضطرب لدرجة حرارة الجسم عند بداية النوم ومستويات الكورتيزول في الصباح الباكر.